# Damian Ruszkiewicz
Damian Ruszkiewicz (ur. 16 stycznia 1994) – polski lekkoatleta, sprinter.
Brązowy medalista halowych mistrzostw Polski w sztafecie 4 × 400 metrów (2014).
Stawał na podium mistrzostw kraju w kategorii juniorów młodszych, juniorów, młodzieżowców oraz seniorów.